# درویشان (سنندج)
درویشان (سنندج)، روستایی از توابع بخش مرکزی شهرستان سنندج در استان کردستان ایران است.

## جمعیت
این روستا در دهستان ژاورود شرقی قرار دارد و براساس سرشماری مرکز آمار ایران در سال ۱۳۸۵، جمعیت آن ۲۶۲ نفر (۶۵خانوار) بوده‌است.